# Cerkiew św. Jerzego w Siemianówce
Cerkiew św. Jerzego – prawosławna cerkiew parafialna w Siemianówce. Należy do dekanatu Hajnówka diecezji warszawsko-bielskiej Polskiego Autokefalicznego Kościoła Prawosławnego.
Świątynia mieści się przy ulicy Szkolnej.

## Historia
Zbudowana pod koniec XVIII w. z fundacji ówczesnego właściciela wsi Jana Węgierskiego (szambelana królewskiego). Inne źródła mówią o budowie cerkwi przez poprzednich właścicieli Massalskich lub Stanisława Karpa w XVII w. Siemianowska cerkiew była filią parafii lewkowskiej, a następnie parafii w Narewce.
Budynek remontowany przed 1854 (najprawdopodobniej w 1848, o czym świadczy data na drewnianym krzyżu przed cerkwią). Remont wnętrza przeprowadzono w 1894.
Po II wojnie światowej świątynia była bardzo zaniedbana. W 1956 metropolita warszawski i całej Polski Makary erygował przy niej parafię, liczącą 1400 wiernych.
Cerkiew została wpisana do rejestru zabytków 27 listopada 1966 pod nr 311.
W 1967 świątynia została przebudowana. Drewniana, wolno stojąca w sąsiedztwie budynku dzwonnica została rozebrana, a w jej zastępstwie zbudowano nowy przedsionek z dzwonnicą według projektu Michała Bałasza. Po ukończeniu prac nad bryłą świątyni wyremontowano wnętrze cerkwi, wstawiając do niego nowy ikonostas (1970). W 1971 Józef Łotowski wykonał w obiekcie polichromię. W roku następnym, po ukończeniu renowacji, metropolita warszawski i całej Polski Bazyli ponownie poświęcił budynek. W latach 1976–1977 teren cerkiewny został otoczony murem.
W 1993 ukraińscy artyści Własowicz i Tkaczenko odnowili freski w świątyni, a odremontowane malowidła poświęcił metropolita warszawski i całej Polski Bazyli.

### Wystrój wnętrza
W siemianowskiej cerkwi znajduje się ikonostas z 1970, zaprojektowany przez Wiktora Gutkiewicza i wykonany przez Michała Wojtkiewicza. Jest to konstrukcja trzyrzędowa, z wyobrażeniem Ostatniej Wieczerzy nad królewskimi wrotami. Przed ikonostasem znajdują się dwie ikony – Chrystusa i Opieki Matki Bożej – w osobnych kiotach.
W 2008 do cerkwi zakupiono cztery dzwony o wadze 130, 70, 40 i 10 kg, które wyświęcono w tym samym roku w dniu patronalnego święta.